# باری مازور
باری مازور (انگلیسی: Barry Mazur؛ زادهٔ ۱۹ دسامبر ۱۹۳۷) دانشمند در زمینه نظریه اعداد اهل ایالات متحده آمریکا است.
وی همچنین برندهٔ جوایزی همچون جایزه وبلن و نشان ملی علوم شده‌است.